# اچ‌ام‌اس فوم (۱۸۹۶)

{{Infobox ship characteristics
اچ‌ام‌اس فوم (۱۸۹۶) (به انگلیسی: HMS Foam (1896)) یک کشتی بود که طول آن ۲۱۰ فوت (۶۴ متر) Length overall بود. این کشتی در سال ۱۸۹۶ (میلادی)|۱۸۹۶]] ساخته شد.